# الفيزيولوجيا المرضية لقصور القلب
تدور الفيزيولوجيا المرضية الرئيسية لقصور القلب حول انخفاض كفاءة العضلة القلبية الناجم عن التلف أو الحمل الزائد. تتنوع الأسباب التي تؤدي لقصور القلب، وتعتبر الأمثلة التالية جزء من تلك الأسباب: احتشاء عضلة القلب (حيث تموت أجزاء من العضلة القلبية بسبب انقطاع الأكسجين عنها) وارتفاع ضغط الدم (الذي يزيد من قوة الانقباض اللازمة لضخ الدم) والداء النشواني (تترسب فيه بعض البروتينات في عضلة القلب، مما يؤدي إلى تصلبها). بمرور الوقت، سيؤدي ارتفاع العبء على القلب إلى إحداث تغيرات فيه:
قد تكون قوة تقلص قلب الشخص المصاب بقصور قلب أقل بسبب الحمل الزائد على البطين. في القلب السليم، تؤدي زيادة حمل البطين إلى زيادة قوة التقلص (بموجب قانون فرانك- ستارلينغ للقلب) وبالتالي زيادة نتاج القلب. لا يحدث الأمر ذاته في قصور القلب؛ إذ تؤدي زيادة الحمل على البطين مع الوقت إلى انخفاض القدرة الانقباضية للعضلة القلبية. يعزى سبب ذلك إلى انخفاض تشابك ألياف الأكتين والميوسين في عضلة القلب مفرطة التمدد.
قد ينخفض حجم الضربة نتيجة القصور الانقباضي أو الانبساطي أو كليهما. يكون القصور الانقباضي عادةً سبب ارتفاع حجم نهاية الانقباض، بينما يؤدي سوء الامتلاء البطيني إلى انخفاض حجم نهاية الانبساط؛ وهذا يحدث عندما تقل مطاوعة البطين (أي عندما تصبح الجدران متصلبة). يعاني القلب القاصر لتلبية المتطلبات الاستقلابية العادية، وقد تنخفض قدرة القلب على زيادة نتاجه عند زيادة الحاجة للأكسجين -كما يحدث عند ممارسة التمارين الرياضية مثلًا. يساهم ذلك في عدم تحمل التمرين الذي نلاحظه بشكل شائع لدى مرضى  قصور القلب. يعزى عدم تحمل التمرين إلى فقدان احتياطي القلب أو قدرته على العمل بشكل أكبر خلال ممارسة نشاط بدني شاق. يعمل القلب القاصر بجهد كبير لتلبية المتطلبات الاستقلابية العادية، ولهذا يكون غير قادر على تلبية متطلبات الجسم أثناء التمرين.[بحاجة لمصدر]
يكون ارتفاع معدل ضربات القلب من الموجودات الشائعة لدى مرضى قصور القلب. يحدث ذلك نتيجة ارتفاع الفعالية الودية التي تساهم في الحفاظ على نتاج قلب كافي. في البداية، يساهم ارتفاع الفعالية الودية في المعاوضة القلبية عن طريق الحفاظ على ضغط الدم والتروية، ولكنه  مع الوقت سيجهد عضلة القلب ويزيد من متطلبات التروية التاجية، وهذا قد يؤدي إلى تفاقم مرض القلب الإقفاري. يؤدي ارتفاع الفعالية الودية أيضًا إلى عدم انتظام ضربات القلب. قد تتضخم الطبقة العضلية للقلب، وذلك بسبب زيادة حجم ألياف عضلة القلب المتمايزة كمحاولة لتحسين القدرة الانقباضية. يساهم ذلك في زيادة الصلابة وبالتالي انخفاض القدرة على الاسترخاء أثناء الانبساط. قد يتضخم البطينين معًا، وهذا سيساهم في إعطاء الشكل الكروي الضخم للقلب القاصر. تؤدي زيادة حجم البطين أيضًا إلى انخفاض حجم الضربة بسبب انقباض القلب الميكانيكي غير الفعال.
يشكل انخفاض نتاج القلب وإجهاده السمة العامة لقصور القلب. ترفع هذه السمة خطر توقف  القلب (نتيجة اضطرابات النظم البطينية بشكل خاص) وتقلل من وصول الدم إلى باقي الجسم. يؤدي انخفاض نتاج القلب الناجم عن قصور القلب المزمن إلى إحداث تغيرات في باقي أجزاء الجسم. تعتبر بعض تلك التغيرات آليات معاوضة فيزيولوجية، بينما يعتبر بعضها الآخر جزء من العملية المرضية:[بحاجة لمصدر]
- انخفاض ضغط الدم الشرياني: يزيل ذلك تنبيه مستقبلات الضغط  الموجودة في الجيب السباتي والقوس الأبهري والمرتبطة بنواة السبيل المفرد. تزيد هذا المنطقة من الدماغ الفعالية الودية، وهذا يؤدي إلى إطلاق الكاتيكولامينات في مجرى الدم. يؤدي الارتباط بمستقبلات ألفا 1 إلى تقبض جميع الشرايين. يساعد هذا في استعادة ضغط الدم ولكنه يزيد أيضًا من المقاومة المحيطية الكلية، وهذا بدوره سيزيد العبء على القلب. يرفع الارتباط بمستقبلات بيتا 1 في عضلة القلب معدل ضربات القلب ويجعل الانقباض أكثر قوة كمحاولة لزيادة نتاج القلب. ومع ذلك، يزيد هذا أيضًا من مقدار عمل القلب.[بحاجة لمصدر]
- تؤدي زيادة التنبيه الودي أيضًا إلى إفراز الغدة النخامية الخلفية للفازوبرسين (المعروف أيضًا باسم الهرمون المضاد لإدرار البول)، وهذا سيؤدي إلى إعادة امتصاص الكلى للسوائل. يساهم ذلك في زيادة حجم الدم وارتفاع الضغط.[بحاجة لمصدر]
- يحد قصور القلب أيضًا من قدرة الكلى على التخلص من الصوديوم والماء، وهذا بدوره سيفاقم الوذمات.[4] يؤدي انخفاض تدفق الدم إلى الكلى إلى تحفيز إفراز الرينين، وهو إنزيم يحفز إنتاج هرمون الأنجيوتنسين المقبض للأوعية. يؤدي الأنجيوتنسين ومستقلباته إلى زيادة تضيق الأوعية، ويحفز زيادة إفراز ستيرويد الألدوستيرون من الغدد الكظرية. يعزز ما سبق من حبس الكلى للملح والسوائل.
- تؤثر المستويات العالية المزمنة من الهرمونات العصبية الصماوية -كالكاتيكولامينات والرينين والأنجيوتنسين والألدوستيرون- على عضلة القلب بشكل مباشر، وهذا يؤدي لإعادة هيكلة القلب على المدى الطويل. تحدث العديد من تأثيرات إعادة الهيكلة عبر عامل النمو المحول بيتا، وهو الهدف المشترك لشلال نقل الإشارة المحرض بواسطة الكاتيكولامينات[5] والأنجيوتنسين 2.[6] يتوسط عامل نمو البشرة العديد من آليات إعادة الهيكلة، وهو هدف مسار التأشير الذي ينشطه الألدوستيرون.[7]
- يؤدي انخفاض تروية العضلات الهيكلية إلى ضمور الألياف العضلية. يؤدي هذا إلى الضعف وزيادة التعب وانخفاض مستوى القوة القصوى. يساهم ما سبق في عدم تحمل التمرين.[8]

تجهد المقاومة المحيطية المرتفعة وحجم الدم الزائد عضلة القلب وتسرع تلفها. يؤدي تضيق الأوعية واحتباس السوائل إلى زيادة الضغط السكوني في الشعيرات الدموية، وهذا سيساهم بزيادة السائل الخلالي؛ حيث يؤدي الضغط المتزايد إلى خروج السوائل من مجرى الدم إلى الأنسجة. يؤدي ما سبق إلى تراكم السوائل في الأنسجة، ويدعى هذا التراكم بالوذمة. تبدأ الوذمة في قصور الجانب الأيمن من القلب في الكاحلين عادةً حيث يكون الضغط الوريدي مرتفعًا بسبب الجاذبية، وتكون الوذمة عجزية في المرضى طريحي الفراش. قد تتراكم السوائل في تجويف البطن مشكلةً ما يسمى بالحبن. يؤدي قصور الجانب الأيسر من القلب إلى تركم السوائل في الرئتين، ويدعى ذلك بالوذمة الرئوية القلبية. تقلل وذمة الرئة من السعة الاحتياطية للتهوية وتؤدي إلى تصلب الرئتين وانخفاض كفاءة تبادل الغازات بسبب زيادة المسافة بين الهواء والدم. تتضمن النتائج السريرية لذلك ما يلي: ضيق النفس وضيق النفس الاضطجاعي والليلي الانتيابي.
تختلف الأعراض باختلاف الجانب القاصر من القلب. يضخ الجانب الأيسر الدم في الدورة الدموية، بينما يضخ الجانب الأيمن الدم في الدورة الرئوية. يقلل قصور الجانب الأيسر من نتاج القلب المرسل إلى الدورة الدموية الجهازية. يؤثر قصور القلب الأيسر على الدوران الرئوي، ولهذا تكون أعراضه الأولى تنفسية. ينخفض مقدار الجزء المقذوف في سوء الوظيفة الانقباضية، وهذا بدوره سيترك كمية غير طبيعية من الدم في البطين الأيسر، بينما يرتفع ضغط نهاية الانبساط في سوء الوظيفة الانبساطية. تعود هذه الزيادة في الحجم أو الضغط إلى الأذين الأيسر ثم إلى الأوردة الرئوية. تؤدي زيادة الحجم أو الضغط في الأوردة الرئوية إلى انخفاض التصريف الطبيعي للأسناخ الرئوية وزيادة تدفق السوائل من الشعيرات الدموية إلى برانشيم الرئة، وهذا ما يسبب الوذمة الرئوية القلبية. يقلل ما سبق تبادل الغازات في الأسناخ الرئوية. ولهذا، تكون الأعراض الأولية لقصور القلب الأيسر تنفسية (ضيق النفس وضيق النفس الاضطجاعي والانتيابي الليلي).
تصبح آثار انخفاض نتاج القلب وضعف التروية أكثر وضوحًا في الحالات الشديدة. يعاني المرضى في تلك الحالات من أطراف باردة وندية وزراق وعرج وضعف عام ودوخة وإغماء.[بحاجة لمصدر]
يؤدي انخفاض أكسجين الدم الناتج عن الوذمة الرئوية إلى تضيق أوعية الدوران الرئوي، وهذا سيؤدي إلى ارتفاع ضغط الدم الرئوي. يولد البطين الأيمن ضغوط أقل بكثير من البطين الأيسر (حوالي 20 مم زئبقي للأيمن مقابل حوالي 120 مم زئبقي للأيسر في الفرد السليم)، ولكنه مع ذلك يولد نتاج قلبي مساوي للبطين الأيسر، وهذا يعني أن أي ارتفاع طفيف في مقاومة الأوعية الدموية الرئوية يؤدي إلى زيادة كبيرة في مقدار العمل الذي يجب أن يؤديه البطين الأيمن. ومع ذلك، تبقى الآلية الرئيسية التي يؤدي فيها قصور القلب الأيسر إلى قصور قلب أيمن غير مفهومة بشكل جيد. تقترح بعض النظريات آليات يتوسط فيها التنشيط الهرموني العصبي تلك العملية. قد تساهم التأثيرات الميكانيكية أيضًا في ذلك؛ إذ يؤدي توسع البطين الأيسر إلى ميل الحاجز بين البطينين نحو البطين الأيمن، وهذا بدوره سيقلل من سعة البطين الأيمن.